# Natale nella Germania nazista

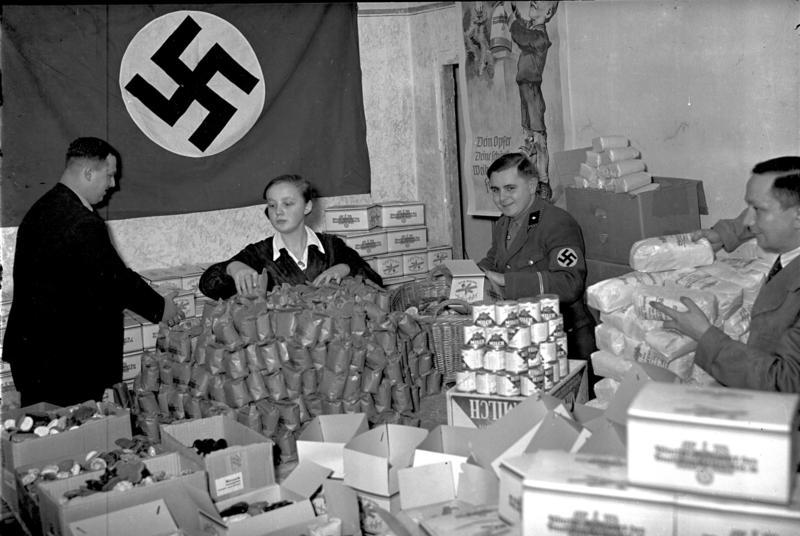
Regali di Natale per i poveri, 1935

Il Natale nella Germania nazista si caratterizzò per conformarsi alla relativa ideologia del Terzo Reich. Le origini ebree di Gesù e la commemorazione della sua nascita come il Messia furono problematiche per alcuni membri del Partito nazista, in particolare per le loro idee razziste. Tra il 1933 e il 1945, membri del governo tentarono di rimuovere questi aspetti del Natale dalle celebrazioni pubbliche e di concentrarsi sugli aspetti pre-Cristiani della festività. Ad ogni modo le celebrazioni in chiesa e quelle private rimasero tradizionalmente cristiane.

## Panorama pre-nazista
Il Cristianesimo era da molto tempo la religione principale dei popoli germanici, risalente al lavoro dei missionari Colombano e San Bonifacio tra il VI e l'VIII secolo. I nazisti governarono in Germania dal 1933 al 1945 ed essi volevano trasformare la coscienza soggettiva del popolo tedesco—i loro atteggiamenti, valori e mentalità—in una "comunità nazionale" (Gemeinschaft) coesa e tenace. Secondo il giornalista americano Shirer, «sotto la leadership di Rosenberg, Bormann e Himmler, e con il supporto di Hitler, il regime nazista intendeva distruggere il Cristianesimo in Germania, se possibile, e sostituirlo con il vecchio paganesimo degli antichi dei tribali germanici e con il nuovo paganesimo degli estremisti nazisti». Una forma di Cristianesimo, peculiare per l'assenza di determinati dogmi, e chiamato cristianesimo positivo, fu comunque promosso da Hitler e il partito nazista.
I primi festeggiamenti nazisti del Natale si svolsero nel 1921, quando Adolf Hitler tenne un discorso in una birreria a Monaco davanti a 4.000 sostenitori. Agenti della polizia in borghese scrissero che la folla applaudì quando Hitler condannò «i codardi ebrei per aver distrutto il liberatore del mondo sulla croce», giurando che non avrebbe «riposato finché gli ebrei... non fossero tutti a terra in frantumi». La folla poi cantò inni natalizi e inni nazionalisti intorno a un albero di natale, e donarono dei regali agli operai che avevano partecipato all'evento. Dopo aver preso il potere nel 1933, le ideologie naziste inizialmente cercarono di rigettare quelle tradizioni natalizie che da secoli erano care ai tedeschi, rinominando il Natale Julfest e insistendo sulle sue origine germaniche di festeggiamenti per il solstizio d'inverno. Ma per la maggioranza dei tedeschi le tradizioni cristiane rimasero alla base della festività, e le chiese furono indignate dalla rimozione di Cristo dal Natale, e mantennero le tradizioni cristiane tra loro.

## Natale sotto il regime nazista
Gli ideologi del Partito nazista sostenevano che gli elementi cristiani della festività erano stati imposti a scapito delle antiche tradizioni germaniche. Argomentavano che la vigilia di Natale inizialmente non aveva nulla a che fare con la nascita di Gesù Cristo, ma che invece celebrava il solstizio d'inverno e la "rinascita del sole", che la svastica era un antico simbolo del sole e che Babbo Natale era una reinvenzione cristiana del dio norreno Odino. Furono quindi diffusi poster che mostravano Odino come "l'uomo del Solstizio", cavalcante un destriero bianco, con una lunga barba grigia, un cappello floscio e con un sacco pieno di regali. Il tradizionale presepe fu sostituito da un giardino con animali di legno; Maria e Gesù erano rappresentati da una donna bionda con il figlio.
Anche l'albero di Natale fu cambiato. I nomi tradizionali dell'albero, Christbaum o Weihnachtsbaum, furono rinominati dalla stampa come abete, albero di luce o albero di Yule. La stella in cima all'albero venne a volte sostituita con una svastica, una runa Sig che rappresentasse il sole, e decorazioni luminose a forma di svastiche. All'apice del movimento, fu fatto un tentativo di rimuovere l'associazione con Gesù e rimpiazzarla con l'avvento di Hitler, che assumeva così i connotati di un Messia venuto a salvare la Germania.
Anche i canti di Natale furono cambiati. Le parole del canto popolare "Stille Nacht" vennero modificate così da non avere riferimenti a Dio, Cristo o alla religione. Venne cambiato il testo anche dell'inno "Per noi è giunto il momento", per rimuovere i riferimenti a Gesù. La versione così modificata continuò ad essere usata per diversi anni anche dopo la guerra. Il canto più popolare diffuso dai nazisti fu "La Notte gloriosa delle chiare Stelle" di Hans Baumann [Hohe Nacht der klaren Sterne], che sostituì i tradizionali temi cristiani con le ideologie razziste dei nazisti. Il canto rimase popolare anche dopo il collasso della Germania nazista, fu eseguito regolarmente fino agli anni Cinquanta, e saltuariamente anche in epoca moderna.
I cataloghi per gli acquisti di giocattoli per bambini che venivano diffusi durante le feste mostravano soldatini delle SS di cioccolato e versione giocattolo di carri armati, aerei e mitragliatrici. Come segno di apprezzamento, il capo delle SS Heinrich Himmler dava spesso ai suoi membri delle Julleuchter ("lampade di Yule"), una sorta di candelabro decorato, alcuni dei quali realizzati nel campo di concentramento di Dachau.

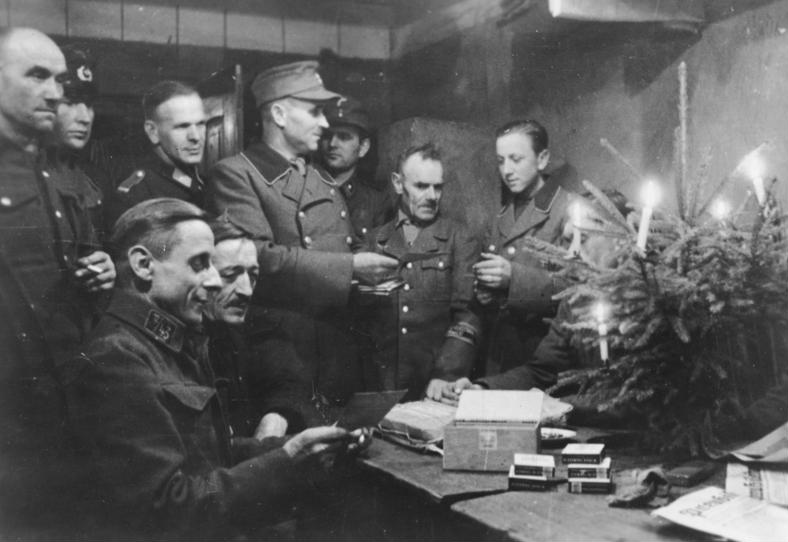
Soldati tedeschi della Volkssturm in Prussia Orientale, Natale 1944

Dal 1944, il movimento per rimuovere le influenze cristiane dal Natale diminuì, con il governo che si concentrò di più sullo svolgimento della guerra. I festeggiamenti pubblici del Natale nel 1944 funsero anche da giornata della memoria per i caduti in guerra della Germania.

## Opposizione
Mentre la maggior parte dei tedeschi accettò le modifiche del Natale effettuate dai nazisti, ci furono dei casi di ostilità da parte di minoranze. Documenti dall'archivio della NS-Frauenschaft, l'ala femminile del Partito nazista, riportarono che «le tensioni aumentarono quando la propaganda insistette troppo per marginalizzare l'osservanza religiosa, generando troppi dubbi e malumori». Il clero era tra quelli che più si opponevano a questa ridefinizione del Natale. Alcuni rapporti testimoniano come in Düsseldorf il clero usasse il Natale per promuovere le associazioni femminili; il clero cattolico minacciava di scomunicare ogni donna che si unisse alla NS-Frauenschaft; e alcune donne religiose boicottarono eventi natalizi organizzati sempre dalla NS-Frauenschaft.